# María Teresa de Borbón-Parma

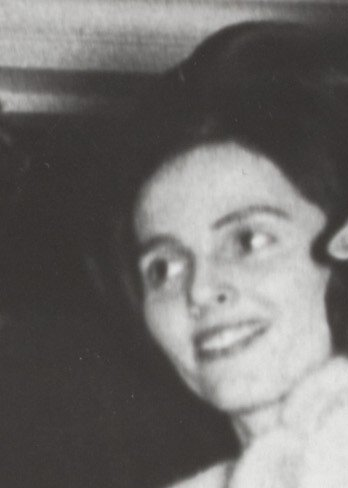
María Teresa de Borbón-Parma (1964)

María Teresa de Borbón-Parma, auch: Maria Teresa von Bourbon-Parma (* 28. Juli 1933 in Paris; † 26. März 2020 ebenda), war eine spanisch-französische Soziologin.

## Familie
Maria Teresa von Bourbon-Parma stammte aus dem Adelsgeschlecht Bourbon-Parma. Sie war das dritte von sechs Kindern von Franz Xaver von Bourbon-Parma (1889–1977), Herzog von Parma und Piacenza, und dessen Gattin Madeleine geb. Prinzessin von Bourbon-Busset (1898–1984), Tochter von Georges de Bourbon-Busset, Graf von Lignières. Ihr Bruder war Carlos Hugo von Bourbon-Parma. Sie gehörte dem carlistischen Zweig des spanischen Königshauses an.
Über ihren Vater war Maria Teresa eine Cousine ersten Grades sowohl von Otto von Habsburg (1912–2011) als auch des früheren Großherzogs Jean von Luxemburg (1921–2019). Zita von Habsburg-Lothringen (1892–1989) war ihre Tante und zugleich Patentante.

## Leben
Sie wuchs im Château du Vieux-Bost im französischen Besson auf. Nach dem Schulbesuch in Quebec City und Tours studierte und promovierte sie in Hispanistik an der Pariser Sorbonne. An der Universität Complutense Madrid wurde sie in Politikwissenschaften promoviert. Sie war als Professorin für Politische Soziologie an der Universität Complutense Madrid und auch der Sorbonne tätig.
Zudem beschäftigte sie sich mit dem Islam und setzte sich für Frauenrechte in den arabischen Staaten ein. Für ihre fortschrittlichen Ideen war sie als „Rote Prinzessin“ bekannt. Maria Teresa von Bourbon-Parma war nie verheiratet und hatte keine Kinder. Sie starb im März 2020 im Alter von 86 Jahren während der COVID-19-Pandemie an den Folgen einer SARS-CoV-2-Infektion im Hôpital Cochin in Paris.

## Schriften
- El momento actual español, cargado de utopía. 1977, ISBN 978-84-229-0216-4.
- La clarificación ideológica del partido Carlista. 1979, ISBN 978-84-85596-02-7.
- Cambios en México. 1990, ISBN 978-84-309-1859-1.
- Magreb: Nuestro poniente proximo. 1994, ISBN 978-84-7683-330-8.
- Don Javier : una vida al servicio de la libertad. 1997, ISBN 978-84-01-53018-0.
- Desde Tánger. 1999, ISBN 978-84-8374-077-4.
- Así fueron, así son. 2009, ISBN 978-84-08-08896-7.